# Seyon
Der Seyon ist ein gut 14 km langer und nordnordöstlicher Zufluss des Neuenburgersees im Schweizer Kanton Neuenburg. Er entwässert das Val de Ruz und einen Abschnitt des Neuenburger Juras und gehört zum Einzugsbereich des Rheins. Das Einzugsgebiet des Seyon hat eine Fläche von etwa 120 km². 

## Name
Erstmals urkundlich erwähnt wird der Fluss 1268 unter dem Namen Seion; von 1402 ist die Bezeichnung Seon überliefert.

## Geographie

### Verlauf
Die kleine Karstquelle des Seyon befindet sich auf ungefähr 830 m ü. M. auf dem Gemeindeboden von Villiers am Westhang des Grand Chaumont, im äussersten Nordosten des Beckens des Val de Ruz. Zum Einzugsgebiet des Seyon gehört der Bachlauf Ruz de Chasseran. Dieser entspringt mit zwei Quellbächen am Westhang des Chasseral bei Les Bugnenets und in der Combe Biosse. Er versickert jedoch in der Mulde von Le Pâquier, obwohl mit der Klus von Chenau eine direkte Verbindung nach Villiers besteht. Diese Klus, die heute im Normalfall keinen oberirdischen Bachlauf zeigt, wurde während der Jurafaltung von einem früheren Fluss geschaffen.
Von Villiers fliesst der Seyon nach Südwesten durch das breite Talbecken des Val de Ruz. Bald jedoch tieft er sich in die tertiären Sedimente des Beckens ein, wobei das Seyon-Tal maximal 50 m tief in die umgebenden Plateaus eingesenkt ist und stets einen etwa 200 m breiten Talboden besitzt. Kurze Seitenbäche und Drainagekanäle führen dem Seyon weiteres Wasser zu, der bedeutendste ist die Sorge, die bei Valangin mündet. Allerdings verliert der Seyon auch an mehreren Stellen im Val de Ruz Wasser durch Versickerung im porösen Kalkstein des Untergrundes.
Unterhalb von Valangin durchbricht der Seyon die Antiklinale der südlichsten Jurakette in einer engen Schlucht, die Gorges du Seyon. Beim Austritt aus dieser Klus auf dem Stadtgebiet von Neuenburg wendet sich der Fluss mit einem scharfen Bogen nach Osten in eine Schlucht, die Gor du Vauseyon. Früher floss der Seyon etwa 1,5 km parallel zum Nordufer des Neuenburgersees, bevor er mit einem Schwemmkegel, auf dem die Unterstadt liegt, in den See mündete. Häufige Hochwasser veranlassten die Stadtbehörden jedoch zum Handeln. Von 1839 bis 1844 wurde ein Tunnel unter dem Schlosshügel gegraben, um den Seyon direkt in den Neuenburgersee zu leiten.
Das im Val de Ruz versickerte Wasser tritt mit der Quelle der Serrière in einem Kessel am Jurafuss am westlichen Stadtrand von Neuenburg, unterhalb von Peseux wieder zutage und fliesst nach rund 500 m Laufstrecke ebenfalls in den Neuenburgersee.

### Einzugsgebiet
Das 114,9 km² grosse Einzugsgebiet des Seyon liegt im Neuenburger Jura  und wird durch ihn über den Zihlkanal, die Aare und den Rhein zur Nordsee entwässert.
Es besteht zu 40,6 % aus bestockter Fläche, zu 52,9 % aus Landwirtschaftsfläche und zu 6,3 % aus Siedlungsfläche.
Die Mittlere Höhe des Einzugsgebietes beträgt 972 m ü. M., die Minimale Höhe liegt bei  481 m ü. M. und die Maximale Höhe bei 1551 m ü. M.

### Zuflüsse
- Le Ruz Chasseran (rechts)
- Le Rin (links)
- Le Torrent (rechts)
- Le Ruisseau de St-Martin (rechts)
- Prés des Sauges (rechts)
- Le Ruz de Savagnier (links)
- Le Ruisseau les Vernets (rechts)
- Le Ruisseau les Lancinges (rechts)
- Le Chardonnet (links)
- Le Ruisseau les Quarrons des Sagnes (links)
- Le Morguenet (rechts)
- La Verchère (rechts)
- Landeyeux (rechts)
- Le Ruz d’Amont (rechts)
- La Sorge (rechts)

## Hydrologie
Im Val de Ruz besitzt der Seyon ein durchschnittliches Gefälle von nur gerade 1,4 %. Auf dem untersten Abschnitt zwischen Valangin und der Mündung beträgt das Gefälle jedoch 5,5 %. Der Seyon ist durch ein nivopluviales Abflussregime geprägt, wobei sich die mittlere Abflussmenge unterhalb von Valangin auf 20,7 m³/s beläuft. Der Fluss weist jedoch eine sehr unregelmässige Wasserführung auf, insbesondere bei Schneeschmelze in Kombination mit ausgiebigen Regenfällen können starke Hochwasser auftreten.
Künstliche und natürliche Flussabschnitte wechseln sich ab: Der oberste Abschnitt des Seyon wurde – wie verschiedene Seitenbäche – zu einem Drainagekanal ausgebaut und komplett begradigt. Demgegenüber ist der Mittellauf naturnah mit intakter Ufervegetation gestaltet, der Abschnitt in den Gorges du Seyon ist sogar in weitgehend natürlichem Zustand erhalten.

## Nutzung
Die Wasserkraft des Seyon wurde seit dem Mittelalter an verschiedenen Stellen im Val de Ruz für den Betrieb von Mühlen und Sägereien genutzt. Auch in Neuenburg liessen sich die Gewerbebetriebe, die auf Wasserkraft angewiesen waren, entlang dem Seyon nieder. Durch die enge Schlucht des Seyon verläuft die Hauptstrasse zwischen Neuenburg und La Chaux-de-Fonds, die heute zur vierspurigen Schnellstrasse ausgebaut ist; die talwärts führende Strecke wurde in einen Tunnel verlegt.

## Brücken

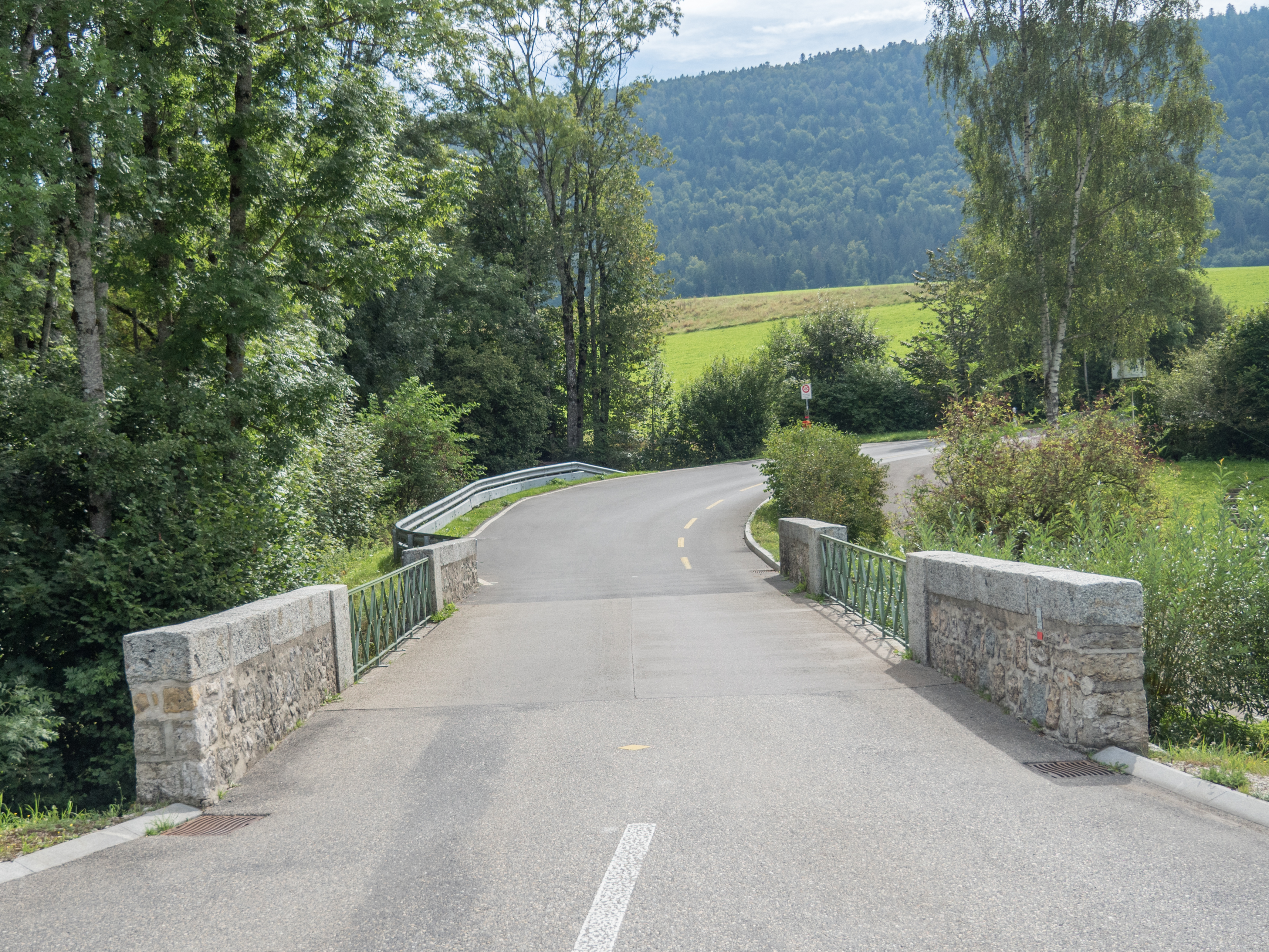
Die Steinbogenbrücke bei Bayerel von 1876 wurde 1981 renoviert.

42 Übergänge überqueren den Fluss: 23 Strassen-, acht Feldweg-, acht Fussgänger-, zwei Eisenbahn- und ein Rohrleitungsübergang.